# Häfeli DH-3

## Historique
Le projet de DH-3 est proposé début 1917 par August Häfeli. C'est une évolution du Häfeli DH-2 et une commande de 30 appareils est passée aux ateliers fédéraux de construction de Thoune sans même un essai préalable. Sur ces 30 avions, 24 sont munis de moteurs Argus As-II, 3 de moteurs Hispano-Suiza HS-41 et 3 de moteurs LFW. Il est construit par les Ateliers fédéraux de construction (A+C) de Thoune.
Après corrections de défauts de jeunesse au niveau de la fixation du train d'atterrissage et du refroidissement moteur les avions remplissent leur tâche et plusieurs commandes seront passées pour diverses variantes.
En 1923 l'avion N° 526 ayant atteint 600 heures de vol est soumis à un essai statique. La résistance avant rupture étant plus faible qu'attendue toute la série est réformée.
Le 8 janvier 1919, le DH-3 N° 519 est utilisé pour le premier vol postal suisse entre Dübendorf et Berne et retour en 63 minutes à l'aller et 50 au retour. 

## Versions

### DH-3 M III
Première série. Les 24 appareils construits sont restés en service en Suisse de 1917 à 1923.

### DH-3 M IIIa
C'est la version la plus construite du DH-3. Au total, 138 avions de quatre lots de production ont volé. Ils sont restés en service 21 ans : de 1917 à 1939.
Lors de la construction de la première série de DH-3 la Confédération helvétique a l'opportunité d'acheter 4 moteurs Hispano-Suiza HS-41 8 Aa de 150 ch. Trois avions sont modifiés pour utiliser ces moteurs. Un des trois premiers avions, le N° 514, passe au test statique à 600 heures de vol et cède avant la limite attendue. La limite de 600 heures est adoptée comme limite de potentiel pour tous les DH-3.
Une deuxième commande de cette version a lieu en 1919 pour 30 avions. En 1934  Le N° 531 réussit un test statique à 600 heures et les avions sont utilisés jusqu'en 1939.
Une troisième commande est passée en 1925 pour 49 avions dont 6 sont munis de double-commandes. Le N°510 reçoit un Hispano-Suiza HS-41 8 Ab de 180 cv à la fiabilité douteuse.
Malgré leurs performances dépassées, ces avions donnent satisfaction et subirons une mise à niveau en 1932 avec des sièges permettant l'emport de parachute aux deux places et l'ajout de becs de bord d'attaque Handley Page. Ils sont réformés en 1939

### DH-3 M IIIb
Toujours lors de la construction de la première commande de 30 avions, la fabrique de locomotives et de machines de Winterthour propose un nouveau moteur, le LFW, un 8 cylindres en V à refroidissement par liquide développant 150 cv qui sera monté sur 3 DH-3.
Mis en service en 1918, il seront réformés en 1922 car arrivés à bout de potentiel, sauf le 517 détruit à l'atterrissage auparavant.